# Mentha grandiflora
Mentha grandiflora Benth. — вид губоцвітих рослин родини глухокропивових.

## Поширення та екологія
Австралія: Квінсленд.